# Naim Süleymanoğlu
Naim Süleymanoğlu (Ptichar, 23 januari 1967 – Istanboel, 18 november 2017) was een in Bulgarije geboren Turkse gewichtheffer. Süleymanoğlu won drie Olympische kampioenschappen, zeven wereldkampioenschappen en zes Europese kampioenschappen. Daarnaast brak de 147 centimeter lange Turk 46 keer een wereldrecord.

## Biografie
Süleymanoğlu begon in 1977 met gewichtheffen. Zijn eerste titel kwam op zijn veertiende. Hij behaalde in Brazilië tijdens de Jonge Gewichtheffers Kampioenschappen twee gouden medailles. Een jaar erna verbrak hij een wereldrecord, waarmee hij de jongste gewichtheffer werd die een wereldrecord brak. Süleymanoğlu was de tweede (van de in totaal zeven) gewichtheffers die driemaal zijn eigen gewicht kon werpen (een van de twee onderdelen van gewichtheffen).
Door de boycot van de Sovjet-Unie en Bulgarije in 1984 kon Süleymanoğlu niet meedoen aan de Olympische Spelen van 1984. Niet lang erna forceerde het communistische regime van Bulgarije Turkse minderheden in het land Bulgaarse namen aan te nemen. Onder dwang werd zijn naam veranderd in 'Naoem Sjalamanov' (Наум Шаламанов). Onder deze naam kreeg Süleymanoğlu internationaal bekendheid.
In 1986 vluchtte Süleymanoğlu uit Bulgarije en vroeg hij asiel aan in Turkije. Hij veranderde zijn naam terug in een Turkse: Naim Süleymanoğlu. Turkije betaalde Bulgarije 1.000.000 dollar zodat hij tijdens de Olympische Spelen mocht deelnemen onder de vlag van Turkije. Turgut Özal, destijds premier van Turkije, hield zich persoonlijk bezig met de complicaties rondom de kleine gewichtheffer. Süleymanoğlu zou Turkije niet teleurstellen. Hij behaalde zowel tijdens de Spelen van 1988 als tijdens de Spelen van 1992 en de Spelen van 1996 de gouden medaille in de categorie vedergewicht (tot 60 kilogram). Hiermee was hij de eerste gewichtheffer die in de categorie vedergewicht drie keer een gouden medaille behaalde tijdens de Olympische Spelen. Daarnaast was Süleymanoğlu samen met landgenoot Halil Mutlu en vier anderen, een van de zes gewichtheffers die drie gouden medailles behaalden in drie verschillende edities van de Olympische Spelen.
Na de val van het communisme in Bulgarije verenigde Süleymanoğlu zich weer met zijn familie. Op 22-jarige leeftijd gaf de gewichtheffer al aan te willen stoppen met de sport. De verleiding was toch te groot en twee jaar later in 1991 keerde hij weer terug in de zalen. In 1996 gaf hij opnieuw aan te stoppen en weer enkele jaren erna pakte hij de draad weer op. Hij stopte in 2000 definitief. Hij ging zich daarna bezighouden met politiek. Hij overleed op 18 november 2017 in een ziekenhuis in Istanboel als gevolg van een leveraandoening.

## Trivia
In Turkije wordt Süleymanoğlu Cep Herkülü genoemd, wat vertaald in het Nederlands pocket-Hercules betekent. Zijn bijnaam refereert aan zijn lengte en kracht.
1920: Frans De Haes ·
1924: Pierino Gabetti ·
1928: Franz Andrysek ·
1932: Raymond Suvigny ·
1936: Anthony Terlazzo ·
1948: Mahmoud Fayad ·
1952: Rafael Tsjimisjkjan ·
1956: Isaac Berger ·
1960: Jevgeni Minajev ·
1964: Yoshinobu Miyake ·
1968: Yoshinobu Miyake ·
1972: Norair Noerikjan ·
1976: Nikolai Kolesnikov ·
1980: Viktor Mazin ·
1984: Chen Weiqiang ·
1988: Naim Süleymanoğlu ·
1992: Naim Süleymanoğlu ·
1996: Naim Süleymanoğlu ·
2000: Nikolai Pesjalov ·
2004: Shi Zhiyong ·
2008: Zhang Xiangxiang ·
2012: Kim Un-guk ·
2016: Óscar Figueroa ·
2020: Chen Lijun ·
2024: Li Fabin
- International Standard Name Identifier: 0000 0000 2758 1950
- Library of Congress Control Number: n88152228
- Nationale Bibliotheek van Polen: a0000003710659
- Virtual International Authority File: 68022002
- WorldCat: E39PBJr3qPQM3qB9VP8TcTmmVC